# Diadelia granulithorax
Diadelia granulithorax là một loài bọ cánh cứng trong họ Cerambycidae.